# 圖師未希絵
圖師 未希絵（ずし みきえ、1990年5月19日 - ）は、日本のアーチェリー選手。日本体育大学卒業。

## 経歴
広島県生まれ。小学校2年のときにアーチェリーを始めた。きっかけは「的に当たった瞬間の快感」だったという。
山陽女学園高在籍中の2008年、世界ユース選手権に出場し日本人選手として初となる優勝を果たした。これらの成績により、2008年度JOCスポーツ賞新人賞を受賞した。
日本体育大学卒業後はエディオンへ所属。